# 神姫PROJECT
『神姫PROJECT』（かみひめプロジェクト）は、テクロスが開発し、DMM.comより配信されているブラウザゲーム。2016年3月30日サービス開始。略称は「神プロ」
ブラウザ版は全年齢版とアダルト版の『神姫PROJECT R』、iOSとAndroid向けに『神姫PROJECT A』が存在する。また、Androidはアダルト版の『神姫PROJECT R for Native』が配信されている。
本作は2015年にリリース予定だったブラウザゲーム『神姫戦舞〜ロスト・グリモワール〜』の再リリース作である。本項目では前身の『神姫戦舞〜ロスト・グリモワール〜』についても解説する。

## 概要
ジャンルは、RPG。戦闘は召喚した英霊や神姫、幻獣が戦う。その後、サーバーが強化され、安定したサービスを提供する。全年齢向けのスマートフォン版のほか、18歳以上のみ対象のPCブラウザ版『神姫Project R for Native』も同時にサービスされている。「火」、「水」、「風」、「雷」の基本属性と「光」と「闇」、「幻」の属性がある。時々ゲリライベントが開催される。

## ストーリー
魔法文明の崩壊した後の世界で遺跡を探索する主人公とアリサによってデバイスが発見され、解明するために様々な試練が待ち受ける旅へと出る。

## 開発
本作は派手な演出といったビジュアルを売りとしており、正統派のRPGでは同様のアピールポイントを取り入れている作品が多いことから、神話をベースにしつつも近未来的でライトノベルのような世界観が構成された。また、明るい雰囲気を持たせることにも力がそそがれており、コミカルなシナリオやHシーンなどが多く用意された。
本作のプロデューサを務めた佐賀Pは本作の開発現場を試行錯誤の連続だったと述べており、特に戦闘については「あまり経験がなかったので、キャラクターの能力が二転三転するなどして一番苦労した」とテックジャイアンとのインタビューの中で振り返っている。
2017年2月15日には、Nutakから海外版の配信が行われた。

## 反響
配信開始当初は想定以上の利用者が集まったため、サーバーが過負荷によりダウンするほどアクセスが殺到した。
神姫の中でも特にソルの人気が高かった。佐賀Pはソルに人気が集まった理由について「かわいらしい容姿とイラストの質の高さ、そしてヒーラーという役職が使いやすいのではないか」と推測している。
本作のHシーンの量の多さや全シーンフルボイスについてはユーザーから好意的な評価が得られた一方、内容については戸惑うユーザーも出てきた。Hシーンについて賛否両論が寄せられたことについて、佐賀Pは「目論見通りにいかなかった」とテックジャイアンとのインタビューの中で振り返っている。

## 主題歌
「Revolution【re:i】」
歌：喜多村英梨 / 作詞：HAKUEI / 作曲：tatsuo、編曲：tatsuo・HAKUEI

## 関連商品

### 書籍
- 神姫PROJECT 公式キャラクターコレクション（KADOKAWA、2016年9月16日発売、ISBN 978-4048923798）
- 神姫PROJECT 彼方からの旅人（ファミ通文庫、著：氷上慧一、絵：吉沢メガネ、2016年11月30日発売、ISBN 978-4047343474）
- 神姫PROJECT 電撃コミックアンソロジー（電撃コミックスEX、2016年12月17日発売、ISBN 978-4048924580）

### CD
- 神姫PROJECT オリジナルサウンドトラック（ティームエンタテインメント、2017年3月29日発売、KDSD-00979/80）
- 神姫PROJECT オリジナルサウンドトラックII（ティームエンタテインメント、2018年9月26日発売、KDSD-01016/7）

## 神姫戦舞〜ロスト・グリモワール〜
2015年7月28日にDMM.R18で事前登録が開始されたブラウザゲーム。事前登録が開始されてすぐに登録ページのソースコードからCygamesの『グランブルーファンタジー』のPVへのリンクが貼られていることが判明し、翌7月29日に事前登録を中止し長期のメンテナンスに入る。9月14日にサービス中止が告知された。